# Neda Al-Hilali
Neda Al-Hilali (Cheb, República Checa, 1938) es una artista en fibra y escultora estadounidense.

## Datos biográficos
Sus trabajos están representados en la Galería Renwick, Museum of Art and Design de Nueva York y el Museo de Bellas Artes de Utah(del inglés: Utah Museum of Fine Arts)
Sus papeles se encuentran en los Archivos de Arte Americano.·

## Obras
Entre las obras de Neda Al-Hilali destacan las instalaciones escultóricas realizadas con tejidos.

## Exposiciones
- 1985 Artists Select Artists, Modern Master Tapestries.[6]